# وريد حرقفي أصلي
خلال تشريح الإنسان، يتكون  الوريد الحرقفي الأصلي من الوريد الحرقفي الظاهر والوريد الحرقفي الغائر مع بعضهما في البطن في مستوى الفقرة القطنية الخامسة، والذي يؤدي إلى الوريد الأجوف السفلي. تقوم هذه الأوردة بتصريف الدم من الحوض والأطراف السفلية للجسم.
يرافق كلا الوريدين الحرقفيين الأصليين على طول مسارهما الشرايين الحرقفية الأصلية.

## صور إضافية

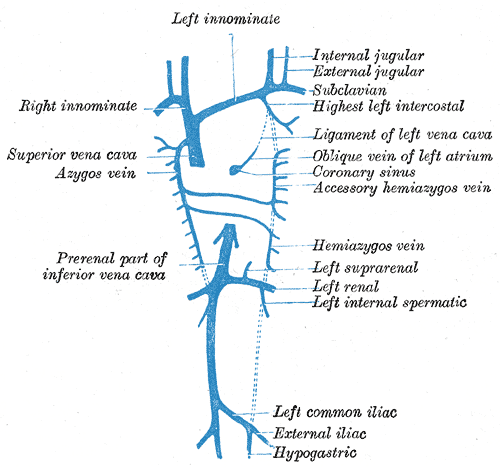
صورة توضيحية تظهر اكتمال تطور الأوردة الجدارية.
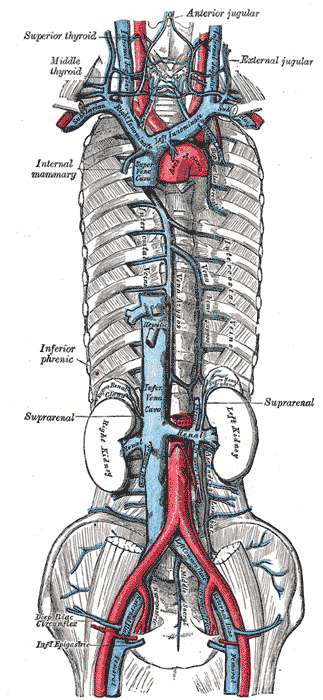
الوريد الأجوف العلوي والسفلي والوريد الفرد، وروافدهما.

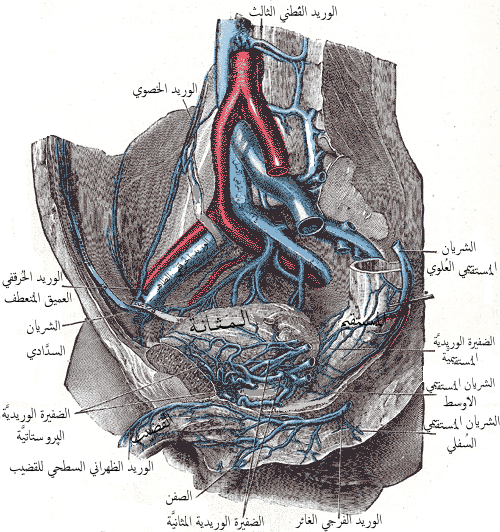
أوردة النصف الأيمن لحوض الذكر.
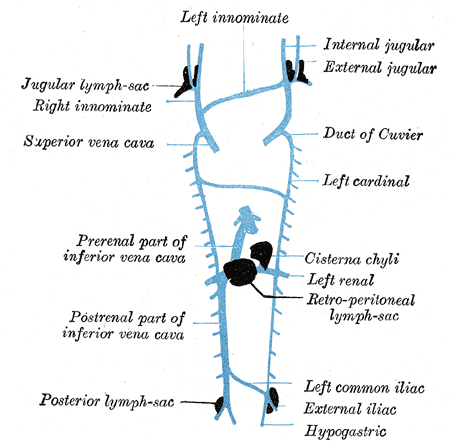
شكل يوضّح موقع الأكياس اللمفية الأولية.

## وصلات خارجية
- قالب:موضوع غرايز - أوردة الأطراف السفلية، والبطن، والحوض.